# Équation de Chapman-Kolmogorov
En théorie des probabilités, et plus spécifiquement dans la théorie des processus stochastiques markoviens, l'équation de Chapman-Kolmogorov est une égalité qui met en relation les lois jointes de différents points de la trajectoire d'un processus stochastique. Cette équation a été mise en évidence indépendamment par le mathématicien britannique Sidney Chapman et le mathématicien russe Andreï Kolmogorov. 
Supposons que { fi } est une suite de variables aléatoires, c'est-à-dire un processus stochastique. Soit
{\displaystyle p_{i_{1},\ldots ,i_{n}}(f_{1},\ldots ,f_{n})}
la densité de la loi jointe des variables f1 ... fn. Alors l'équation de Chapman–Kolmogorov s'écrit
{\displaystyle p_{i_{1},\ldots ,i_{n-1}}(f_{1},\ldots ,f_{n-1})=\int _{-\infty }^{+\infty }p_{i_{1},\ldots ,i_{n}}(f_{1},\ldots ,f_{n})\,df_{n}}
qui n'est rien d'autre que le calcul de la dernière loi marginale.
Notons que nous n'avons pas besoin de supposer un quelconque ordre temporel des variables aléatoires.

## Application aux chaînes de Markov
Lorsque le processus stochastique considéré est markovien, l'équation de Chapman-Kolmogorov devient une relation entre les lois de transition. Dans le cadre des chaînes de Markov, on suppose que i1 < ... < in, et grâce à la propriété de Markov, on a 
{\displaystyle p_{i_{1},\ldots ,i_{n}}(f_{1},\ldots ,f_{n})=p_{i_{1}}(f_{1})p_{i_{2};i_{1}}(f_{2}\mid f_{1})\cdots p_{i_{n};i_{n-1}}(f_{n}\mid f_{n-1}),}
où les probabilités conditionnelles {\displaystyle p_{i;j}(f_{i}\mid f_{j})} sont les probabilités de transition entre les temps {\displaystyle i>j}. Ainsi, l'équation de Chapman–Kolmogorov devient
{\displaystyle p_{i_{3};i_{1}}(f_{3}\mid f_{1})=\int _{-\infty }^{+\infty }p_{i_{3};i_{2}}(f_{3}\mid f_{2})p_{i_{2};i_{1}}(f_{2}\mid f_{1})\,df_{2}.}
Lorsque la loi de probabilité de l'espace d'états de la chaîne de Markov est discret et que la chaîne est homogène, l'équation de Chapman-Kolmogorov peut être exprimée en termes de produit de matrices (éventuellement de dimension infinie), de la manière suivante :
{\displaystyle P(t+s)=P(t)P(s)\,}
où P(t) est la matrice de transition, i.e., si Xt est l'état du processus au temps t, alors pour tout couple de points i et j de l'espace d'état, on a
{\displaystyle P_{ij}(t)=P(X_{t}=j\mid X_{0}=i).\,}

## Travaux de Wolfgang Döblin
Le mathématicien français d'origine allemande Wolfgang Döblin termine son mémoire sur la résolution de cette équation mi-février 1940 alors qu'il était dans l'armée de terre Française, il se suicide après l'annonce de la demande de l'Armistice de 1940. 
Le pli cacheté 11-668 qu'il envoya à l'Académie des sciences ne fut ouvert qu'en 2000.